# Trentepohlia (Trentepohlia) umbricellula
Trentepohlia (Trentepohlia) umbricellula is een tweevleugelige uit de familie steltmuggen (Limoniidae). De soort komt voor in het Afrotropisch gebied.